# Pancerniki typu New York
Pancerniki typu New York – typ amerykańskich pancerników z okresu I i II wojny światowej, którym określa się dwa okręty: USS „New York” (BB-34) i USS „Texas” (BB-35).

## Projekt
W 1910 roku amerykańskiemu Bureau of Ordinance udało się zaprojektować i przetestować działo morskie kalibru 356 mm. Działo okazało się wyjątkowo celne i można było z niego oddawać strzały o powtarzalnych parametrach. Postanowiono, że na nowych okrętach będzie ono zastosowane jako główne uzbrojenie, gdyż na świecie pojawiła się tendencja do zwiększania kalibrów dział artylerii głównej wraz z wejściem do służby brytyjskich pancerników typu Orion uzbrojonych w działa 343 mm. Niemiecka marynarka zmieniła kaliber z 280 mm na 305 mm.
Pancerniki typu New York miały być piątym przedsięwzięciem w ramach budowy amerykańskich pancerników i były na etapie projektu wraz z szóstym typem – pancernikami typu Nevada. W tamtym czasie żaden z amerykańskich drednotów nie został przyjęty do służby, gdyż wszystkie znajdowały się na różnych stadiach projektowania i budowy. Praktycznie cała amerykańska Battle Line została zaprojektowana na podstawie doświadczeń z predrednotami lub obserwacji okrętów innych krajów.

## Pancerniki typu New York
Okręty typu New York były ulepszonymi jednostkami typu Wyoming. Główną różnicą było to, że okręty późniejszego typu miały 5 dwudziałowych wież z armatami kal. 356 mm, w przeciwieństwie do 6 wież dwudziałowych z działami 305 mm. Cztery działa znajdowały się w dwóch wieżach umieszczonych w superpozycji z przodu okrętu, cztery w podobnym ustawieniu z tyłu okrętu. Piąta wieża była umieszczona na śródokręciu, skierowana w tył i mogła strzelać tylko na boki. W pobliżu wieży centralnej i jej magazynów amunicyjnych przebiegały wychodzące z maszynowni przewody pary pod wysokim ciśnieniem, co sprawiało, że trudno było w nich utrzymać odpowiednio niską temperaturę. Typ New York był ostatnim, w którym użyto maszyn parowych potrójnego rozprężania. Zapewniały one większy zasięg niż turbiny, charakteryzowały się jednak gorszym stosunkiem prędkości maksymalnej do mocy.

## Projekt pancerza
Okręty były wyposażone w schemat opancerzenia podobny do pancerników typu Wyoming z małymi zmianami. Schemat opancerzenia pokładu był jednolity w przeciwieństwie do schematu wszystko albo nic (ang. All or Nothing) zastosowanego na pancernikach typu Nevada.

## Historia służby
- 1916–1918 – oba okręty służyły w 6. Eskadrze Bojowej (ang. 6th Battle Squadron) Grand Fleet. W tym czasie „Texas” został pierwszym amerykańskim pancernikiem wyposażonym w platformę dla samolotów.
- 12 listopada 1918 – oba okręty były obecne przy kapitulacji niemieckiej Hochseeflotte w Scapa Flow
- lata 20. XX wieku – oba okręty przeszły przebudowę, w skład której wchodziło wymienienie kotłów, usunięcie jednego komina, instalacja 76 mm dział przeciwlotniczych, zamiana masztów kratownicowych na trójnożne oraz instalacja katapult i pomieszczeń dla trzech samolotów.
- 20 maja 1937 – USS „New York” był obecny na koronacji Jerzego VI.
- II wojna światowa – oba okręty brały udział w działaniach wojennych. Oba służyły we Flocie Atlantyckiej, a do ich obowiązków należało eskortowanie konwojów i wsparcie ogniowe w czasie lądowania w Casablance. „Texas” ostrzeliwał także cele nabrzeżne w trakcie lądowania w Normandii i w południowej Francji. Okręty przeszły także do Floty Pacyfiku, by wspierać amerykańskich żołnierzy lądujących na Okinawie i Iwo Jimie. Tam też „New York” został trafiony przez samolot kamikaze. Po wojnie „New York” został użyty jako okręt cel w operacji Crossroads – testach bomb atomowych i został zatopiony w czasie ćwiczeń w 1948 roku. USS „Texas” został oddany stanowi Teksas na cele muzealne i do dziś pozostaje w San Jacinto State Park w pobliżu Houston. USS „New York” otrzymał w czasie służby trzy odznaczenia battle star(inne języki), natomiast „Texas” 5 battle star i Medal Służby Okupacyjnej Marynarki Wojennej. „Texas” jest ostatnim istniejącym amerykańskim pancernikiem z okresu I wojny światowej.